# Рима Султана Риму
Рима Султана Риму (бенгальский: রিমা সুলতানা রিমু; род. около 2001, Ramu Upazila, Читтагонг) — бангладешская активистка за права женщин, выступающая в Кокс-Базаре за гуманитарную деятельность с учётом гендерных факторов. Она была названа одной из 100 женщин Би-би-си 2020 года.

## Личная жизнь
Риму родилась в 2002 году в городе Раму в Читтагонге, Бангладеш, в крестьянской семье.

## Активизм
В 2018 году Риму присоединилась к организации «Молодые женщины-лидеры за мир» в рамках Глобальной сети женщин-миротворцев (Global Network of Women Peacebuilders, GNWP), созданной в сотрудничестве с местной неправительственной организацией Jago Nari Unnayan Sangsta (JNUS) и поддерживаемой «ООН-женщины». Как участница организации она впервые посетила лагеря беженцев рохинджа в Кокс-Базаре, обучая там грамоте и счёту. Впоследствии, когда она узнала, что 50 % детей рохинджа в возрасте до 12 лет не получали формального образования, она помогла разработать для них официальные курсы обучения грамотности и счёту.
Кроме работы с беженцами Риму также выступала за посредничество и восстановительную работу между беженцами и местным населением в Кокс-Базаре — напряжённость там была сильной из-за высокого уровня бедности в районе до прибытия беженцев. Риму, помимо обучения, занялась распространением информации о таких проблемах, как детские браки, приданое и домашнее насилие; с этими проблемами женщины в Кокс-Базаре встречаются независимо от того, являются ли они гражданками Бангладеш или беженками. Риму также использовала радиопередачи и пьесы для распространения информации об этих проблемах.
Риму назвала премьер-министра Бангладеш Шейх Хасину своим источником вдохновения.

## Признание
В 2020 году Риму была названа одной из 100 женщин Би-би-си, став одной из двух бангладешских женщин, признанных в том году, наряду с Риной Актёр.